# Wot’s… Uh the Deal
«Wot’s… Uh the Deal» (с англ. — «Какой… расклад?») — песня группы «Pink Floyd» в альбоме 1972 года «Obscured by Clouds» — саундтрека к французскому фильму «Долина» («La Vallée»). Представлена на первой стороне LP пятым по счёту треком. Музыка и слова к песне «Wot’s… Uh the Deal» написаны Роджером Уотерсом и Дэвидом Гилмором. Вокал в этой песне принадлежит Дэвиду Гилмору, вокальная партия исполняется под аккомпанемент акустической гитары, в середине «Wot’s… Uh the Deal» звучат соло на фортепиано Ричарда Райта и гитарное соло Гилмора.
«Wot’s… Uh the Deal» никогда не исполнялась группой на концертах, так же, как и большинство остальных композиций в альбоме «Obscured by Clouds», но была использована в период сольной карьеры Гилмора. Эта песня исполнялась на концертах в поддержку его альбома «On an Island» («On an Island tour» 2006 года), спустя 34 года после выхода альбомной версии «Wot’s… Uh the Deal» была записана концертная версия с участием Ричарда Райта — её видеозапись с тура «On an Island» вошла на изданный в 2007 году DVD «Remember That Night» (концерт в «Royal Albert Hall» в Лондоне в мае 2006 года).
На песню «Wot’s… Uh the Deal» написана кавер-версия группой «Sky Cries Mary», вошедшая в сборник 1995 года «A Tribute To Pink Floyd».
В фильме «Долина» фрагмент песни «Wot’s… Uh the Deal» длительностью чуть больше половины минуты звучит сразу же за «The Gold It’s in the…», сопровождая любовную сцену главных героев картины Вивьен и Оливье.

## Участники записи
Запись студийной версии песни:
- Дэвид Гилмор – акустические гитары, лэп-стил-гитара, основной и бэк-вокал
- Ричард Райт – фортепиано, орган Хаммонда
- Роджер Уотерс – бас-гитара
- Ник Мейсон – ударные

Запись концертной версии песни на DVD «Remember That Night» 2007 года:
- Дэвид Гилмор — гитара, вокал;
- Ричард Райт — клавишные;
- Джон Карин (Jon Carin) — клавишные, бэк-вокал;
- Фил Манзанера — гитара, бэк-вокал;
- Гай Пратт (Guy Pratt) — бас-гитара, бэк-вокал;
- Стив Ди Станислао (Steve DiStanislao) — ударные;